# 4660 Nereus
4660 Nereus (/ˈnɪəriəs/ NEER-ee-əs; tiếng Hy Lạp: Νηρέας) là một tiểu hành tinh có kích thước khoảng 0,33 kilômét (0,21 mi). Nó được phát hiện bởi Eleanor F. Helin ngày 28 tháng 2 năm 1982, khoảng 1 tháng sau khi nó đi qua điểm gần Trái Đất. Nó được đặt theo tên Nereus, a Titan trong thần thoại Hy Lạp.